# Zhang Hanzhi
Zhang Hanzhi (en chino, 章含之; pinyin, Zhāng Hánzhī; Wade-Giles, Chang Han-chih; Shanghái, 14 de julio de 1935-Pekín, China; 26 de enero de 2008), fue una diplomática, traductora y escritora china, profesora de inglés de Mao Zedong, y se rumorea que fue amante de Mao e intérprete del Presidente estadounidense Richard Nixon durante su histórico viaje a China en 1972.
Hija adoptiva de Zhang Shizhao, famoso demócrata, esposa de Qiao Guanhua, exministro de Asuntos Exteriores de la República Popular China, exesposa de Hong Junyan, profesor de la Universidad de Pekín, y madre de Hong Huang, famosa personalidad mediática de Pekín, que ha producido y protagonizado una película, Perpetual Motion, en la que Hanzhi hizo un pequeño papel.

## Primeros años y educación
Zhang nació en Shanghái el 14 de julio de 1935 (14 de junio en el calendario lunar), fruto del amor entre la socialité del Bund de Shanghái, Tan Xueqing, era vendedora en el mostrador de plumas estilográficas Conklin de la empresa Yogan, y era tan bella que se la conocía como Kang Kering Xishi y Chen Du (también conocido como Chen Boquan), hijo del general Chen Tiaoyuan. Ambos vivían juntos sin estar casados, pero cuando ella se quedó embarazada, no quiso convertirse en concubina. Chen pidió a su amigo, el abogado, educador y estadista Zhang Shizhao que mediara en un acuerdo privado y le confió su hija, llamada Zhang Hanzhi. Fue adoptada por él que había participado en la batalla por la custodia.
Su familia se trasladó a Pekín en 1949, ingresó en la Escuela Secundaria Beiman de Pekín. Ese mismo año, conoció y se enamoró de Hong Junyan, estudiante de la Universidad de Yanjing (más tarde profesor de la Universidad de Pekín) en un baile de Navidad y, cuatro años después, Zhang ingresó en la Universidad de Estudios Extranjeros de Pekín (Instituto de Lenguas Extranjeras de Pekín), donde impartió clases tras licenciarse con un máster. En 1957 se casó con Hong Junyan. 
Se licenció en el Departamento de Postgrado de Inglés del Instituto de Lenguas Extranjeras de Pekín en 1960.

## Carrera
Zhang conoció a Mao Zedong en 1950. Empezó a conocerle y a traducirle inglés.
En 1963 fue invitada a ser profesora de inglés de Mao. Las clases cesaron bruscamente en 1964, cuando empezó a gestarse la Revolución Cultural.
En 1966, Hong Junyan fue detenido, allanado y sometido a trabajos forzados como gánster de Lupin. Zhang Hanyi comenzó a tener una serie de relaciones y tuvo un romance.
A finales de marzo de 1971, Zhang Hanyi ingresó en el Ministerio de Asuntos Exteriores de China, donde comenzó su carrera diplomática y asistió a una serie de reuniones históricas, entre ellas las mantenidas con Nixon, cuando los países empezaron a restablecer relaciones diplomáticas  en 1972 y trabajó en el Departamento de Asia como secretaria general, subdirectora, directora y subdirectora. Junto con Wang Hairong, Tang Wensheng, Qi Zonghua y Luo Xu, fue conocida como las "Cinco Flores de Oro de la Diplomacia". Participó en la negociación del Comunicado de Shanghái.
En 1983, fue nombrado director ejecutivo de la Asociación del Pueblo Chino para la Amistad con Países Extranjeros; en 1987, fue trasladado al cargo de director del Departamento Internacional del Centro de Investigación para el Desarrollo Rural del Consejo de Estado; en 1990, fue trasladado al cargo de director del Departamento Internacional del Centro de Investigación para el Desarrollo del Consejo de Estado; en 1994, ingresó en la Asociación China de Escritores.

## Vida privada

### Crisis matrimonial
Zhang se casó con su primer marido, Hong Junyan (洪君彦), profesor de la Universidad de Pekín, en 1949. Zhang y Hong tuvieron una hija, en 1961, Hong Huang y que más tarde se convirtió en empresaria y figura mediática.
En 1972 se divorció de su marido, Hong Junyan, alegando que éste tenía una aventura amorosa, pero la veracidad de este asunto ha sido ampliamente discutida.
A finales de 1973, Zhang Hanyi se casó con Qiao Guanhua, entonces ministro de Asuntos Exteriores. Durante los últimos años de la Revolución Cultural, Qiao Guanhua favoreció a la Banda de los Cuatro y se opuso a Zhou Enlai. Tras la Revolución Cultural, ambos fueron puestos en cuarentena, y en diciembre de 1982, cuando la revisión no fue concluyente, Xi Zhongxun, en nombre del Comité Central, anunció que el caso había sido "archivado".
En sus memorias, Hong Junyan afirma que cuando fue perseguido y humillado al principio de la Revolución Cultural, Zhang Hanzhi no le ofreció ninguna simpatía y, en cambio, le despreció. Inició un romance con un colega del Instituto de Lenguas Extranjeras de Pekín, y fue sorprendida en el acto por la hermana de Hong. En 1969, Hong fue enviado a realizar trabajos manuales a la provincia de Jiangxi, y cuando regresó a Pekín en 1971, circulaban rumores de que Zhang tenía una aventura con Qiao Guanhua, jefe de la delegación china ante la ONU. Zhang solicitó el divorcio en diciembre de 1972, que se formalizó en marzo de 1973, y posteriormente se casó con Qiao. 
Según las memorias de la propia Zhang Hanyi, El amor tormentoso, la ruptura de su relación con Hong y su divorcio se debieron a la aventura de Hong Junyan, y desde 1993 hasta 2003, cuando Zhang Hanyi escribía un artículo, publicaba un libro o era entrevistada, siempre que mencionaba su divorcio con Hong decía que el difunto presidente Mao Zedong le había dicho que se divorciara. Decía que cuando el presidente Mao la criticó por improductiva, le dijo: "Maestra mía, dije que eras improductiva porque se te da bien guardar las apariencias y no te emancipas. ¿Por qué no te divorcias si tu hombre ya está con otra? ¿Por qué no te divorcias? ¿Por qué tienes miedo de que la gente se entere? ¿Por qué no te liberas cuando el matrimonio ya ha estallado?".

### Trasplante de órgano
Zhang Hanyi se sometió a 2 trasplantes de riñón, el médico fue Zhu Youhua, del Hospital Changzheng de Shanghái, en 1995 y 2002 respectivamente. La fuente, sin embargo, dijo que el riñón de Nie Shubin se utilizó en el caso de homicidio culposo. Nie Shubin fue ejecutado en abril de 1995, a la edad de 21 años.
Zhang Hanyi también ha utilizado sus contactos para ayudar a muchas personas a recibir trasplantes de riñón, incluido su ex marido Hong Junyan.
El First Financial Daily (Primer Diario Financiero) dice: La enfermera de Zhang Hanyi confirmó que el primer trasplante de riñón de Zhang se hizo en 1996 en el Hospital Chaoyang de Pekín, el médico que lo atendió fue Guan Delin (sonido); el segundo trasplante de riñón se hizo el 23 de abril de 2004 en el Hospital Changzheng de Shanghái, el médico que lo atendió fue Zhu Youhua. El First Financial Daily también opina que el tratamiento médico de Zhang Hanzhi sigue siendo limitado para una dirigente de su nivel, por no hablar del "suministro especial de riñones".
Su única hija, Hong Huang, publicó un artículo titulado "La orgía de los maltratados" en el número 838 del Nandu Weekly, en el que hacía otro análisis: "Estoy segura de que el trasplante de riñón de mi madre no tiene nada que ver con el caso Nie, pero no estoy segura de que su trasplante de riñón no tenga nada que ver con Wang Shubin, Zhang Shubin o cualquier otro condenado a muerte."
Ding Qizhen, profesor de la Universidad de Estudios Extranjeros de Pekín, publicó un artículo titulado "Asesinatos judiciales y trasplantes de órganos" en el que se preguntaba "si la fuente del riñón para los dos trasplantes de riñón de Zhang Hanzhi procedía de dos condenados a muerte, y si estos dos condenados a muerte tenían alguna queja" y esperaba que pudiera ser "un poco más serio, y podría también presentar los historiales médicos que prueban el momento en que su madre se sometió a la operación de trasplante de riñón. y demás".

## Muerte y legado[17]
A las 8.25 horas del 26 de enero de 2008, falleció a los 73 años en el Hospital Chaoyang de Pekín debido a complicaciones pulmonares.
Zhang Hanyi acababa de terminar de escribir el borrador de otras memorias, y su hija Hong Huang dijo: "Una vez que se haya ido, me encargaré del resto de la revisión del manuscrito, la verificación de los datos históricos y la publicación del libro".
El 1 de febrero de 2008 se celebró el funeral de Zhang Hanyi en Babaoshan, y fue enterrada junto a su padre adoptivo, Zhang Shizhao.

## Obras

### Memorias
- Memorias mías y de Qiao Guanhua (1994, editorial China Youth Publishing House).
- Cruzando la espesa puerta roja (2002, editorial Wenhui Publishing House).

### Colección de prosa
- "Viento y lluvia Recuerdos de mi padre Recuerdos del presidente Recuerdos de Guanhua" 1994 Editorial de Literatura y Arte de Shanghái.
- "Los años que se fueron con el viento" 1997 Editorial Xue Lin.

### Prosa
- "Yo y mi padre Zhang Shizhao".
- "Línea de la ciudad natal".
- "¿Quién dice que la hierba y los árboles no tienen sentimientos?".
- "Diez años de viento y lluvia".

### Traducciones
- "Seeking Pleasure" (de Maugham).
- Zhang Hanzhi Hong Huang, 1983, Editorial de Literatura y Arte de Zhejiang.